# تنوع عصبی
تنوع عصبی, (به انگلیسی: Neurodiversity با سرواژه ND) , اصطلاحی است که اشاره به تنوع در مغز انسان و دیگر اصطلاحات مربوط به شناخت انسان مانند رفتارهای اجتماعی، یادگیری، توجه، خلق و دیگر عملکردهای ذهنی دارد.این اصطلاح در سال ۱۹۹۸ میلادی و توسط جامعه‌شناسی به نام جودی سینگر ابداع شد. گسترش و شناخته شدن این مفهوم و اصطلاح مدیون تلاش روزنامه‌نگاری به نام هاروی بلوم است.
این اصطلاح، انسان را در زمینه موارد تنوع زیستی و در سیاست در زمینه بحث‌های پیرامون گروه‌های اقلیت مورد مطالعه قرار می‌دهد. این دیدگاه از جنبش حقوق اوتیسم که چالشی برای دیدگاه و تعریف غالب روان‌پزشکی از اوتیسم ارائه کرد الگو گرفت. این چالش جنبش حقوق اوتیسم خود نیز تأثیر پذیرفته از مدل اجتماعی معلولیت است. بر اساس این مدل اجتماعی طرز نگاه و تعریف از معلولیت به صورت ساخت اجتماعی است و نه ناشی از نگاه به عوامل و نقض فیزیکی و پزشکی (به عنوان مثال و بر اساس این طرز نگاه به ناتوانی و معلولیت: یک فرد قرار گرفته در اختلال طیف اوتیسم به‌دلیل اینکه فقط چون نمی‌تواند توقع‌ها یا ساخت‌های اجتماعی غالب جامعه را همچون لزوم ایجاد ارتباط چشمی با دیگران یا انجام ندادن کارهای تکراری «غیرعادی» و … را رعایت کند، نباید از نظر روان‌پزشکی و زیستی و توسط دیگران «دچار اختلال» برچسب اجتماعی زده شود بلکه باید صفات آن فرد را نوعی «تنوع زیستی» در انسان دید و به‌جای درمان آن فقط سعی در بهبود محیط زندگی و سازگاری با آن فرد کرد)
الگوواره تنوع عصبی از این طرز فکر نشات گرفت و در میان جوامع معلولان و فعالان و مدافعان معلولان بسیار بحث‌برانگیز بوده‌است. مخالفان این استدلال خطر «کم‌اهمیت جلوه دادن درد و رنج مرتبط با برخی از معلولیت‌ها را و پذیرش چیزهایی که برخی مایل و امیدوار به دیدن درمان آن هستند» را در نقد این طرز نگاه به معلولیت و ناتوانی اشاره می‌کنند.

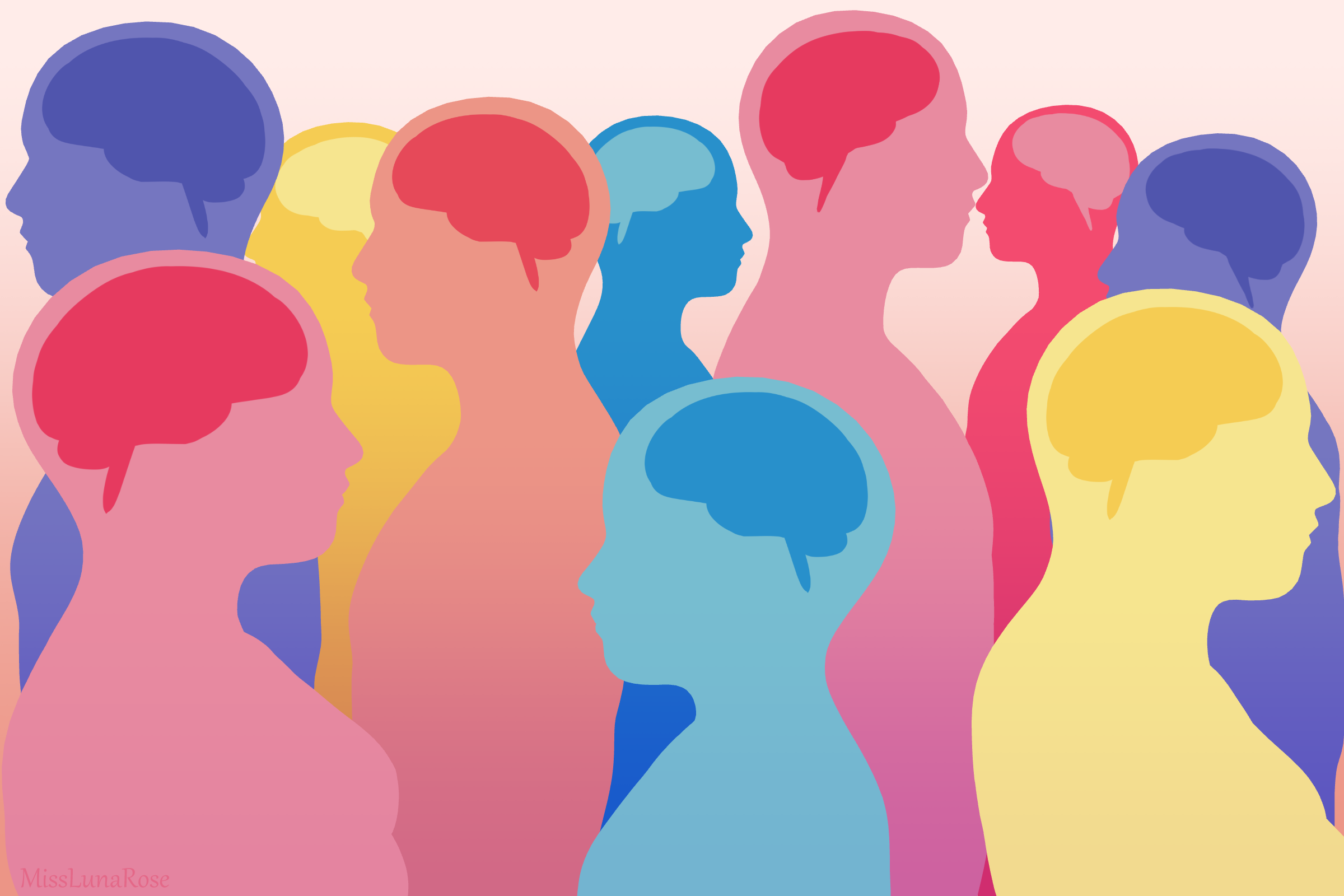
هنر اوتیستیک که نمایانگر تنوع طبیعی ذهن انسان‌هاست

## جنجال و مناقشات
الگوواره تنوع عصبی در حمایت از اوتیسم بحث‌برانگیز است. الگوواره غالب الگویی است که مغزهای انسانی را که از ویژگی‌های مغزهای معمولی دوری گزیده را آسیب دیده می‌بیند. از این منظر، این مغزها دارای شرایط پزشکی هستند که باید درمان شوند.
جان الدر رابیسون مدافع تنوع عصبی، استدلال می‌کند که ناتوانی‌ها و معلولیتها و نقاط قوت ناشی از تفاوت‌های عصبی ممکن است متقابلاً جدایی ناپذیر باشند. «زمانی که ۹۹ فرد از نظر عصبی یکسان در حل مشکلی شکست می‌خورند، اغلب این افراد ۱ درصد متفاوت هستند که کلید را در دست دارند. با این حال ممکن است آن فرد در اکثر مواقع یا در همه زمان‌ها ناتوان یا محروم باشد. برای طرفداران تنوع عصبی، افراد ناتوان هستند چون در لبه‌های منحنی آمار قرار دارند، نه به این دلیل که بیمار یا شکسته هستند.»

## در رسانه‌ها
افزایش بازتاب جنبش تنوع عصبی در رسانه‌ها با تغییراتی در فناوری خود پلتفرم‌های رسانه ای رخ داد. اخیراً گزینه‌های مبتنی بر متن در سایت‌های مختلف رسانه‌های اجتماعی اضافه شده‌است که به کاربران ناتوان امکان می‌دهد با سرعت بیشتری ارتباط برقرار کنند، لذت ببرند و به اشتراک بگذارند. رسانه‌های اجتماعی برای جامعهٔ متنوع عصبی سود دو برابری دارند. این می‌تواند به گسترش آگاهی و پیشروی جنبش تنوع عصبی کمک کند، و همچنین می‌تواند به اعضای خود جوامع اجازه دهد تا با هم ارتباط برقرار کنند.

## مطالعه بیشتر
- گروه نویسندگان (۱۴۰۲) اوتیسم: مدل اجتماعی معلولیت و تنوع عصب‌شناختی و برخی پژوهش‌های جدید. بیدارزنی. قابل بازیابی از: کتابچه اوتیسم
- سینگر، جودی (۱۴۰۰) [۱۹۹۸] از مشکلی بدون نام به نوعی معلولیت: چرا برای یک بار هم که شده نمی تونی تو زندگی «نرمال» باشی؟ فصل اتوبیوگرافیک پایان‌نامه جودی سینگر قابل بازیابی از: کتابچه دو مکتوب
- سینکلر، جیم. (۱۴۰۰)[۱۹۹۳] به خاطر ما ماتم نگیرید. متن سخنرانی در کنفرانس بین‌المللی اوتیسم -۱۹۹۳. قابل بازیابی از کتابچه دو مکتوب

- Armstrong, Thomas (2010). Neurodiversity: Discovering the Extraordinary Gifts of Autism, ADHD, Dyslexia, and Other Brain Differences. Boston: Da Capo Lifelong. p. 288. ISBN 978-0-7382-1354-5.
- Armstrong, Thomas (2012). Neurodiversity in the Classroom: Strength-Based Strategies to Help Students with Special Needs Succeed in School and Life. Alexandria, VA: Association for Supervision & Curriculum Development. pp. 188. ISBN 978-1-4166-1483-8.
- McNamara, Brittany (2016). "The Kaleidoscope Society Is Smashing ADHD Stigma for Women and Girls", December 12, 2016.
- Nerenberg, Jenara (2017). "What Neurodiversity Is And Why Companies Should Embrace It", Fast Company May 19, 2017.
- Reitman, Harold (2015). Aspertools: The Practical Guide for Understanding and Embracing Asperger's, Autism Spectrum Disorders, and Neurodiversity. Deerfield Beach, FL: HCI Books. p. 240. ISBN 978-0-7573-1854-2.
- Silberman, Steve (April 16, 2013). "Neurodiversity Rewires Conventional Thinking About Brains". Wired. Retrieved May 7, 2013.
- Singer, Judy (2016). NeuroDiversity: The Birth of an Idea. شابک ‎۹۷۸−۰۶۴۸۱۵۴۷۰۹ISBN 978-0648154709
- Smith, Theo and Kirby, Amanda (2021). Neurodiversity at Work: Drive Innovation, Performance and Productivity with a Neurodiverse Workforce. شابک ‎۹۷۸−۱۳۹۸۶۰۰۲۴۹ISBN 978-1398600249